# Panamá nos Jogos Pan-Americanos de 1959
O Panamá competiu nos Jogos Pan-Americanos de 1959 em Chicago de 28 de agosto a 7 de setembro de 1959. Conquistou 8 medalhas no total.